# 日産東京販売ホールディングス
日産東京販売ホールディングス株式会社（にっさんとうきょうはんばいホールディングス）は、自動車ディーラーなどを傘下に持つ持株会社。東証スタンダード上場。日産自動車の持分法適用関連会社。

## 概要
東京エリアを中心に、日産とルノーの自動車を販売しているディーラー事業を中心としたグループ企業。
日産東京販売を傘下に有する。

## 沿革
- 1942年（昭和17年）11月16日 - 東京府自動車配給株式会社として設立。
- 1943年（昭和18年）10月 - 商号を東京都自動車整備配給株式会社に変更。
- 1946年（昭和21年）
  - 2月 - 商号を東京自動車販売株式会社に変更。
  - 12月 - 商号を東京日産自動車販売株式会社に変更。
- 1961年（昭和36年）10月 - 東京証券取引所市場第1部に上場
- 1964年（昭和39年）4月 - 東京日産自動車販売の一事業部門として自動車教習所「東京日産ドライビングカレッジ」を設立（のち1990年に分社化）。
- 1971年（昭和46年）1月18日 - 本社を港区六本木の自社ビル[2]（現在の六本木ヒルズノースタワー）に移転。
- 1985年（昭和60年）7月1日 - 東京都内の日産ディーラー再編により、新東京日産自動車販売株式会社[注釈 1]と統合。西東京地区の一部の営業拠点（旧・武蔵野日産モーターの営業拠点）は東京日産モーター株式会社に営業譲渡。
- 1994年（平成6年）5月 - フォードの正規ディーラー権を取得。子会社として「株式会社フォード東日」を設立。杉並区に1号店をオープン。日産系ディーラー初のオートラマ販売網加入が話題となる[3]。
- 1998年（平成10年）10月28日 - ジャガーの正規ディーラー権を取得。子会社として「株式会社ジャガー東京」を設立。
- 1999年（平成11年）- フォードの正規ディーラー権を返上し、販売から撤退する。
- 2000年（平成12年）- 六本木の本社ビルを森ビルに売却し、品川区西五反田に移転。
- 2004年（平成16年）4月1日 - 商号を株式会社東日カーライフグループに変更。同時に自動車ディーラー（日産・ブルーステージ）事業について会社分割を行い、子会社として（新）東京日産自動車販売株式会社を設立して、持株会社となる。
- 2010年（平成22年）9月29日 -  子会社のジャガー東京を、埼玉県の輸入車ディーラー「セントラル自動車技研」のグループ会社「セブンフィールズ」に譲渡する。
- 2011年（平成23年）
  - 3月30日 - 東京日産ドライビングカレッジ株式会社をコヤマドライビングスクールに譲渡する[注釈 2]。
  - 4月1日 - 日産自動車との協議にて「法人需要の高いディーラーは日産自動車が運営」「個人需要の高いディーラーは東日カーライフグループが運営する」ことが決まり、東京日産自動車販売・日産プリンス東京販売・日産プリンス西東京販売において東京都の販売網の再編成を実施。これに伴い、日産ネットワークホールディングス経営のディーラーである日産プリンス東京販売・日産プリンス西東京販売がグループ入りする。
  - 4月28日 - 臨時株主総会の承認にて、現商号に変更する。
- 2014年（平成26年）4月1日 - 日産プリンス東京販売・日産プリンス西東京販売で行っていたルノー車ディーラー事業を、日産プリンス東京販売側に一本化。ルノーNT販売として、東京都1社ディーラー体制とする。
- 2019年（令和元年）6月 - 大阪府茨木市にある、スポーツカー専門の中古車ディーラー「GTNET」の株式51%を取得し子会社化する。
- 2021年（令和3年）
  - 1月20日 - 東京日産自動車販売・日産プリンス東京販売・日産プリンス西東京販売の統合を発表
  - 7月1日 - 日産プリンス東京販売が東京日産自動車販売と日産プリンス西東京販売を吸収合併し「日産東京販売株式会社」に変更[4]。3社ディーラー網が1社体制になる。尚、各店舗の看板には「日産東京 ○○（例：葛飾金町店の場合は「葛飾金町」）」と記入される。
- 2022年（令和4年）
  - 3月 - GTNETとの資本提携を解消。保有していた同社株式の51%を同社代表取締役および同氏が指定した者に譲渡する。
  - 4月 - 東京証券取引所プライム市場へ移行
- 2023年（令和5年）
  - 10月2日 - キヤノンマーケティングジャパンが実施した東京日産コンピュータシステムに対する株式公開買付けにより、東京日産コンピュータシステムはグループから離脱[5]。
  - 10月20日 - 東京証券取引所スタンダード市場へ市場変更[6]。

## グループ企業
自動車関連事業
- 日産東京販売株式会社
- ルノーNT販売
- エヌティオートサービス株式会社
- 株式会社車検館
- エースビジネスサービス株式会社
- エヌティ陸送株式会社
- 株式会社日産ピーズフィールドクラフト

その他の事業
- 葵交通株式会社（タクシー[注釈 3]、東京無線所属）